# Gungri Gungtsen
Gungri Gungtsen, ook wel Gungsrong Gungtsen ( 628 - 647) wordt in de traditionele lijst van de koningen van Tibet als de vierendertigste benoemd.
Hij was de enige zoon van de koning Songtsen Gampo (605–650). In de klassieke Tibetaanse geschiedschrijving wordt altijd gemeld dat zijn vader in 641 trouwde met de Chinese prinses Wencheng. Tibetologisch onderzoek van de laatste decennia heeft tot de conclusie geleid dat de prinses met Gungri Gungtsen trouwde.
In de periode voor Songtsen Gampo was het gebruikelijk dat een kroonprins op de leeftijd van dertien jaar ook daadwerkelijk koning werd. In een aantal vroege Tibetaanse bronnen wordt gemeld dat Songtsen Gampo in 641 afstand van het koningschap deed ten gunste van zijn zoon. Hedendaagse tibetologen gaan ervan uit dat als dit inderdaad heeft plaatsgevonden, dit meer een daad van symbolische betekenis is geweest. Songtsen Gampo zou in wezen geen afstand van de feitelijke macht hebben gedaan.
Gungri Gungtsen overleed in 647, waarna zijn vader weer tot aan zijn dood in 650 ook in formele zin het koningschap bekleedde. Songtsen Gampo zou in die periode ook Wencheng als een van zijn meerdere vrouwen hebben genomen. 
In de Tibetaanse annalen  wordt voor het jaar 649/650 het overlijden van Songtsen Gampo gemeld met onder meer de mededeling dat hij de laatste drie jaar met Wencheng had gecohabiteerd.